# نوفي غراد
نوفي غراد (السيريلية الصربية: Нови Град سابقا بوسانسكي نوفي) هي مدينة وبلدية في الجزء الشمالي من جمهورية صرب البوسنة من البوسنة والهرسك. تقع المدينة على نهر أونا على الحدود مع كرواتيا (مقابل بلدة دفور). يبلغ عدد سكانها حوالي 30,000 نسمة في 8,500 عائلة. يوجد في البلدة مستشفى ومكتب بريد وعدد كبير من المدارس الابتدائية والثانوية ومركز ثقافي وبنوك ومراكز تسوق. كانت المدينة تعرف باسم بوسانسكي نوفي.

## الجغرافيا
تقع بلدية نوفي غراد في الجزء الشمالي الغربي من جمهورية صرب البوسنة. الموقع الدقيق هو 45 ° 53 ″ خط الطول و45 ° 14 ″ شمال خط العرض. تبلغ مساحتها 470 كيلومترا مربعا (180 ميلا مربعا). تقع البلدية بين نهري سانا وأونا، بين جبال جرميك وكوزارا. مناخها قاري معتدل.

## التاريخ
تم ذكر المدينة لأول مرة في عام 1280 تحت الاسم الروماني لكاستروم نوفوم، والذي ترجمته حرفيا من اللاتينية تعني «مدينة جديدة». في عام 1895 أثناء حكم الإمبراطورية النمساوية المجرية، تم تسمية المدينة رسميا بوسانسكي نوفي. في نهاية العقد الأخير من القرن التاسع عشر، كان عدد سكانها 3300 نسمة في 550 أسرة. كانت هناك جسور خشبية عبر نهري أونا وسانا، والتي كان على المواطنين أن يحرسوها ضد فيضانات الربيع والخريف. ولهذا السبب، تم بناء رمز المدينة في عام 1906 - رصيف أونا. في عام 1872 كانت بوسانسكي نوفي أول بلدية لديها محطة قطار على السكك الحديدية البوسنية الجديدة، والتي منحت لها مزايا ثقافية واقتصادية كبيرة عن أي بلدية أخرى من بلديات كرايينا. وقد أنشئ أول مستشفى فيها في ذلك الوقت.
من عام 1929 إلى عام 1941، كانت بوسانسكي نوفي جزءا من فرباس بانوفينا من مملكة يوغوسلافيا.
بعد الحرب البوسنية، انفصلت عنها بلدية كوستاينيتسا.

## التركيبة السكانية

### 1991
في تعداد يوغوسلافيا عام 1991 بلغ عدد سكان بلدية بوسانسكي نوفي 41,541 نسمة، بما في ذلك:
- 25,106 الصرب (60.24%)
- 14,083 البوشناق (33.69%)
- 1,531 اليوغوسلاف (3.73%)
- 402 الكروات (0.96%)
- 419 أخرى (1.35%)

## الاقتصاد
يعتمد الاقتصاد على عدد قليل من الصناعات وعدد من الشركات الخاصة. ولدى بوسانسكي نوفي إمكانات في مجال السياحة ومعالجة الأخشاب وإنتاج الأغذية وإدارة الموارد المائية.

## الرياضة
هناك العديد من المنظمات الرياضية النشطة في المدينة، مثل أندية كرة القدم وكرة اليد وكرة السلة.
النادي المحلي لكرة القدم هو سلوبودا نوفي غراد.

## معرض

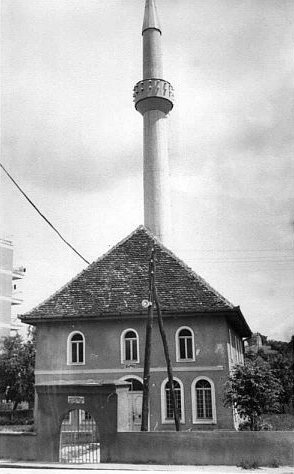
Vidorijska dzamija
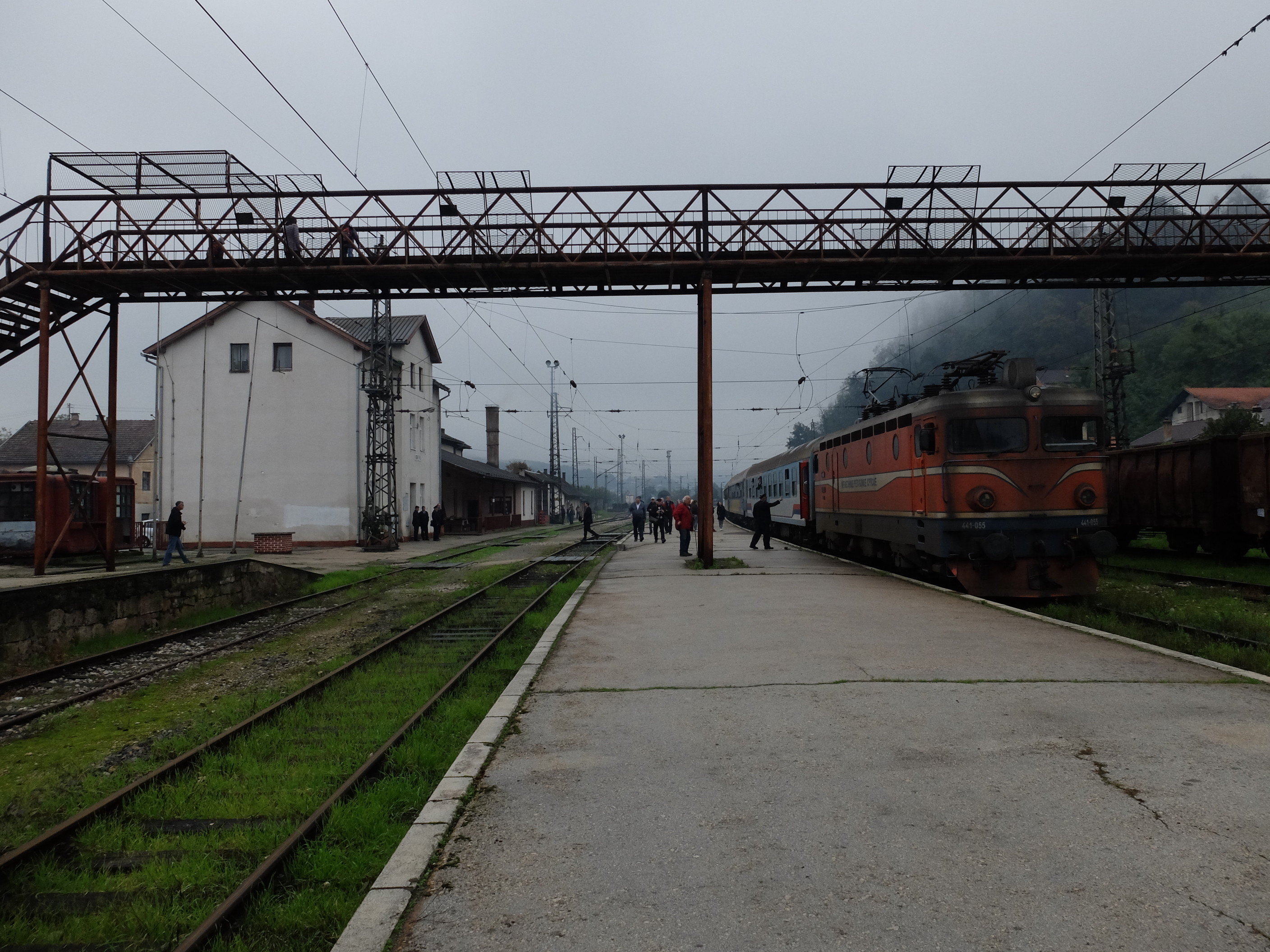
محطة السكك الحديدية

## وصلات خارجية
- الموقع الرسمي نوفي غراد
- راديو نوفي غراد